# Mz. Hyde (canção de Halestorm)
"Mz. Hyde" é uma canção da banda de hard rock americana Halestorm. foi retirado do segundo álbum, The Strange Case Of... E foi lançado como single em 21 de outubro de 2013. O videoclipe da música, foi lançado no YouTube, em 4 de fevereiro de 2014.
De acordo com Lzzy Hale, ela escreveu "Mz. Hyde" como um reflexo dos dois lados de sua vida, tanto dentro como fora do palco, ela disse:"Durante anos eu escrevi sobre esses dois lados de mim e eu queria poder transmitir isso em uma música".

## Posições nas paradas
| Chart                 | Maior posição |
| --------------------- | ------------- |
| Mainstream rock songs | 15            |